# ガンフロンティア (ゲーム)
『ガンフロンティア』（GUN FRONTIER、海外名"Gun & Frontier"）は、タイトーが開発し、日本では1990年にアーケードゲームとして稼働した縦スクロールシューティングゲーム。アーケード版のシステム基板はF2システムを使用。

## 内容
全6ステージ。プレイヤーは自機「デスペラード」を操作し、宇宙海賊「ワイルドリザード」を倒すという設定（後述する「#ストーリー」なども参照）のもとゲームクリアを目指す。1周エンドで、全ステージクリアでゲームオーバーとなる。
後に日本国内では、セガサターン用ソフト『アーケードギアーズ Vol.2 ガンフロンティア』（1997年）として移植された他、PlayStation 2（PS2）用ソフト『タイトーメモリーズ 下巻』（2005年）への収録など、様々な家庭用ゲーム機用ソフトとしてリリースされた。北米および欧州ではPS2・Xbox、Windows用ソフト『Taito Legends 2』（2006年）へ収録されている。
アーケード版はゲーム誌『ゲーメスト』の企画「第5回ゲーメスト大賞」（1991年度）において、大賞7位、ベストシューティング賞5位、ベスト演出賞5位、ベストグラフィック賞3位、ベストVGM賞8位、編集部特別賞を獲得した。（#評価も参照）
オープニングデモに登場する（ゲーム本編には出ない）或る名も無き少年の「僕達は、待っていたんだ。」という独白が本作を象徴するフレーズとして、しばしば言及・引用される。

## 概要
本作は、その演出面において現在でも特に評価が高い。当時のシューティングゲームとしては珍しかったストーリー性、西部開拓時代を彷彿とさせる舞台設定、リボルバー拳銃をモチーフにしたメカニックデザインといった独特の世界観が展開されている。またゲーム中においても、印象的なBGMや効果音に加えて、各ステージボスの派手な登場・撃破シーンなど、数々の意欲的かつ斬新な演出が盛り込まれていた。これらが後続に与えた影響は非常に大きく、本作で用いられた手法は、その後の様々な作品において窺うことができる。特に1996年にライジングが発表した『バトルガレッガ』は、製作者が「ガンフロンティアのようなゲームを作りたかった」と公言している通り、本作のオマージュと言える外見の作品となっている。また、本作における弾丸をかたどった棒状の敵弾は、その進行方向が直感的に判別しやすいため、後の弾幕系シューティングにおいて「針弾」として多く採用されている。
1990年当時の作品としては弾幕が厚くかつ当たり判定が大きく、またショットの同時発射数に制限があることや、様々な要因でランクが上昇していくシステムなどから、ゲームとしての難易度はかなり高かった。

## ゲーム内容
- 8方向レバー（移動）と2ボタン（ショット、ボム[注 2]）を用いて自機を操作する。エネルギーなしの残機制、2人同時プレイ可能、
- ショットは、特定の敵を倒すと出現するアイテム「シルバーコイン」を5つ集める毎に1段階ずつ、第6段階までパワーアップする。なお画面内に同時に存在できるショットの数は限られている。
- ボムは、地上物を破壊すると出現する金塊を25個集める毎に1個追加され、最高5個までストックできる。金塊が25個集められていない時点でもボムを発射することは可能だが、威力や射程は著しく低下する。発射すると、まず自機前方に向かって衝撃波が高速で飛んだ後、それに続いて衝撃波の進路に沿って爆風が走り、敵を破壊する。前に入力しながら発射すると爆風は後ろに進行する。衝撃波の進路はプレイヤーの手で操作できるため（レバー入力と逆方向に進行）、緊急回避としてだけでなく、攻撃の手段として戦略的にボムを使うことも可能になっている。また、ボムは各ステージクリア時に大ボムは1個10000点、小ボムは1個200点が残ボム数によって加算される。
- コンテニューや特定の敵・建物破壊で「マックスコイン」が出現する。これは一定間隔で表と裏が交互に変わり、表で取得すると最大パワーアップとボム1つ分を獲得、裏ではシルバーコイン1つ分獲得するという要素を持つ。
- 本作ではショットの連射速度やスコア等、プレイ内容に応じて内部ランク（難易度）が上昇する様になっている。尚、プレイヤーの間では長らく「自機の発射したショットが命中せず画面外に出るとランクが上昇する」と言われてきたが、これに関しては後にスタッフが否定している[2]（実際は一定以上の連射速度が対象）。
- 各ステージ中では、特定の攻撃手順や特定個所へのショットやボムの使用で隠しボーナスが得られる所が要所要所に存在する。そのほか、得点には関連しない演出ギミックが存在する。
- 最終面は実質ボーナスステージの扱いでありボス戦までは自機は無敵状態。なお最終面開始前に残機（1機につき30000点）、ボムは没収されボーナス点に精算される。
- 最終ボス・キングリボルバー戦は通常戦闘とは違い、6発の弾数制限の下で一対一の決闘となっている。6発中1発でもボス本体に当てればプレイヤーの勝ちとなり、ゲームクリア。3発被弾するかボス本体またはボスの周囲の防護壁に接触すると敗北となり、強制的にバッドエンディングに突入する[注 3]。また、ボスを撃破できた場合はボスが爆発するまで自機に残弾が残っていればボスに撃ち込むこともでき、1発当てるごとに20000点入る。

## ストーリー
22世紀初頭、宇宙開拓時代を迎えた人類は、ゴールドラッシュの流れに乗って、辺境の惑星へ次々と移民していった。そんな開拓惑星のひとつグロリアでは、開拓団の人々が夢と希望に胸を膨らませながら平和に暮らしていた。しかしそんなある日、宇宙海賊ワイルドリザードが大軍団を引き連れて突如襲来。多くの住民が殺害され、残った人間も奴隷として過酷な生活を強いられていった。
そして時は西暦2120年。荒れ果てたグロリアの空に赤と青の戦闘機が飛翔する。グロリアの軌道上ステーションに滞在していたことでこの惨事を逃れたジェイ・リバティとフリーダム・ケネディは、新鋭機であるデスペラードを駆り、グロリアを解放する勇士として立ち向かう。開拓団のとある少年は、その当時幼かったころに起きた出来事を振り返る。
※ 本作において自機を操る人物の詳細設定などは（少なくとも公式には）存在しない。

## 移植版
| No. | タイトル                                  | 発売日                                              | 対応機種                      | 開発元     | 発売元                       | メディア                              | 型式                      | 備考 |
| --- | ----------------------------------------- | --------------------------------------------------- | ----------------------------- | ---------- | ---------------------------- | ------------------------------------- | ------------------------- | --- |
| 1   | アーケードギアーズ Vol.2 ガンフロンティア | 1997年9月25日                                       | セガサターン                  | GOO!       | エクシング                   | CD-ROM                                | T-26109G                  | - |
| 2   | タイトーメモリーズ 下巻                   | 2005年8月25日                                       | PlayStation 2                 | タイトー   | タイトー                     | DVD-ROM                               | SLPM-66092                | - |
| 3   | Taito Legends 2                           | 2006年3月31日 PS2: 2007年5月16日 Win: 2007年7月28日 | PlayStation 2 Xbox Windows    | タイトー   | Empire Interactive Destineer | DVD-ROM                               | PS2 SLES-53852 SLUS-21349 | Xbox版は欧州のみの発売                                                                                   |
| 4   | タイトーメモリーズ 下巻 TAITO BEST        | 2006年9月7日                                        | PlayStation 2                 | タイトー   | タイトー                     | DVD-ROM                               | TCPS-10164                | 廉価版                                                                                                   |
| 5   | タイトーメモリーズ 下巻 エターナルヒッツ  | 2007年6月28日                                       | PlayStation 2                 | タイトー   | タイトー                     | DVD-ROM                               | SLPM-66776                | 廉価版                                                                                                   |
| 6   | ガンフロンティア                          | 2022年3月2日                                        | イーグレットツー ミニ         | 瑞起       | タイトー                     | プリインストール                      | -                         | アーケード版の移植 本体にあらかじめインストールされた40作品の1つとして収録                               |
| 7   | ガンフロンティア                          | 2022年8月12日                                       | PlayStation 4 Nintendo Switch | タイトー   | ハムスター                   | ダウンロード (アーケードアーカイブス) | -                         | アーケード版の移植。海外版（Gun & Frontier）も収録。 連射設定に6.6連射（ランク上昇の対象外）が設定可能。 |
| 18  | タイトーマイルストーン2                   | 2023年8月31日                                       | Nintendo Switch               | ハムスター | タイトー                     | ゲームカード ダウンロード             | -                         | アーケード版の移植                                                                                       |

### 主な移植版の詳説
セガサターン（SS）版
- 1997年9月25日、「アーケードギアーズ」シリーズの一作として、エクシングエンタテイメントよりセガサターンに移植された。『ゲーメスト』が編集した攻略冊子『ゲーメストギアーズ』が付属している。
- この時代における大半の家庭に設置されたテレビ（モニタ）はブラウン管であり、コレを縦置きにする事はテレビの故障原因になるため、デフォルトの設定では横画面の中に画面構成を再調整して表示している（縦置き可能なモニタを持つマニア向けに、オプション設定でAC版同様の縦画面表示にすることも可能）。
- AC版とは様々な点において違う部分が多々見られ、完全移植とは言い難い内容との評が一般的である。これについては移植を担当した中心人物である藤野俊昭も認めている[10]。藤野によると、AC版に存在するもSS版では再現されていない「違う部分」の一つである「隠しボーナス」など各種のシークレット要素に関しては、その存在をタイトーから一切知らされなかった（そのため移植できなかった）との事。

※ 以下は全てタイトーが発売。
PlayStation 2（PS2）版
- 2005年8月25日発売のPlayStation 2用ソフト『タイトーメモリーズ 下巻』に収録。最初は本作で遊ぶことはできないが、一定条件を満たすか隠しコマンドを入力することにより、プレイが可能になる。廉価版では最初からプレイできる。
- PS版ではSS版のようにオプションでモニタ縦置きモードにする事は出来ない（横画面の中心に縦画面映像を映す「ピラーボックス」で固定）。

イーグレットツー ミニ版
- タイトーが何らかの形で関わったアーケードゲームを多数収録した「復刻系ゲーム機」の1タイトルとして収録。
- このゲーム機には約5インチの液晶ディスプレイが一体化搭載されており、プレイヤーがディスプレイを任意で縦にも横にも「物理的」に固定できる。これにより縦画面固定すればアーケード版と同じ状態で縦画面プレイが可能。外部映像出力機能もあり、コチラではディスプレイの置き方に合わせてモニタ縦置きモードに対応した映像出力や、SS・PS版のような「ピラーボックス」表示など、多彩な設定が可能。また、本体の機能として「どこでもセーブ」（ステートセーブ）などプレイに便利な機能が幾つか使える。

## 音楽
スタッフロールに記載は無いが、BGM作曲は外注スタッフだった福森秀敏が担当した。当時のタイトーでは守秘的な理由から社外の作曲者には製作中のゲーム画面を見せずに作曲作業を行わせていたが、本作では其の前例を壊し開発室のエレベーター前にダンボールでバリケードを作ってそこにゲーム筐体を置き、福森にプレイして貰った上で作曲を行なってもらったという。
サウンドトラック
- 1991年にはサイトロン・レーベルから『G.S.M.1500シリーズ ルナーク・ガンフロンティア』（ルナークとセットで収録）の音楽CDが発売されている。このCDのライナーノーツには当時『ゲーメスト』編集部に所属していた栗原桃郎の原稿が寄稿されている。

## スタッフ
- 原作、プロデュース：仙波隆綱
- ゲーム・デザイン：仙波隆綱、堀崇真、小川貴之、黒木尚也、BRODY TADASHI、M&F NAGAI（永井寛保）、YACK（渡部恭久）
- アート・ディレクター：仙波隆綱、小川貴之
- プログラマー：TARABAR（堀崇真）、黒木尚也
- ハードウェア・デザイナー：真田敏之、BRODY TADASHI、たけだとみお
- デコレーター：M&F NAGAI（永井寛保）
- サウンド・ディレクター：YACK（渡部恭久）、OGR（小倉久佳）
- デディケイド：藤本克二郎

## 評価
アーケード版
ゲーム誌『ゲーメスト』の企画「第5回ゲーメスト大賞」（1991年度）において、大賞7位、ベストシューティング賞5位、ベスト演出賞5位、ベストグラフィック賞3位、ベストVGM賞8位、年間ヒットゲーム34位、編集部特別賞を獲得した。また、本作の音源含めたサウンドトラック『G.S.M.1500シリーズ ルナーク・ガンフロンティア』がベストアルバム賞7位を獲得した。
セガサターン版
ゲーム誌『ファミ通』の「クロスレビュー」では合計21点（満40点）、『SATURN FAN』の読者投票による「ゲーム通信簿」での評価は以下の通りとなっており、18.8点（満30点）となっている。
| 項目 | キャラクタ | 音楽 | お買い得度 | 操作性 | 熱中度 | オリジナリティ | 総合 |
| 得点 | 3.3        | 3.5  | 2.7        | 3.2    | 3.2    | 3.0            | 18.8 |